# Tummen opp
Tummen opp (engelska: Artists and Models) är en amerikansk komedifilm i VistaVision från 1955, i regi av Frank Tashlin. I huvudrollerna ses Dean Martin och Jerry Lewis, i deras fjortonde gemensamma långfilm. I övriga roller märks Shirley MacLaine, Dorothy Malone, Eva Gabor och Anita Ekberg.

## Rollista i urval
- Dean Martin - Rick
- Jerry Lewis - Eugene
- Shirley MacLaine - Bessie
- Dorothy Malone - Abigail
- Eva Gabor - Sonia
- Anita Ekberg - Anita